# Seznam týmů a jezdců na Tour de France 2017
Na startovní listině Tour de France 2017  bylo celkem 198 cyklistů z 22 cyklistických stájí. 104. ročníku Tour de France se účastnili tři čeští cyklisté – Roman Kreuziger (celkově 24. místo), startující za australskou stáj  Orica-Scott, Zdeněk Štybar (celkově 95. místo), startující za belgickou stáj  Quick-Step Floors a Ondřej Cink (odstoupil v 19.etapě), startující za katarskou stáj  Bahrain-Merida. 
| Číslo | Jezdec                   |
| ----- | ------------------------ |
| 1     | Chris Froome (GBR)       |
| 2     | Sergio Henao (COL)       |
| 3     | Vasil Kiryienka (BLR)    |
| 4     | Christian Knees (GER)    |
| 5     | Michał Kwiatkowski (POL) |
| 6     | Mikel Landa (ESP)        |
| 7     | Mikel Nieve (ESP)        |
| 8     | Luke Rowe (GBR)          |
| 9     | Geraint Thomas (GBR)     |

| Číslo | Jezdec                  |
| ----- | ----------------------- |
| 11    | Romain Bardet (FRA)     |
| 12    | Jan Bakelants (BEL)     |
| 13    | Axel Domont (FRA)       |
| 14    | Mathias Frank (SUI)     |
| 15    | Ben Gastauer (LUX)      |
| 16    | Cyril Gautier (FRA)     |
| 17    | Pierre Latour (FRA)     |
| 18    | Oliver Naesen (BEL)     |
| 19    | Alexis Vuillermoz (FRA) |

| Číslo | Jezdec                     |
| ----- | -------------------------- |
| 21    | Nairo Quintana (COL)       |
| 22    | Andrey Amador (CRC)        |
| 23    | Daniele Bennati (ITA)      |
| 24    | Carlos Betancur (COL)      |
| 25    | Jonathan Castroviejo (ESP) |
| 26    | Imanol Erviti (ESP)        |
| 27    | Jesús Herrada (ESP)        |
| 28    | Jasha Sütterlin (GER)      |
| 29    | Alejandro Valverde (ESP)   |

| Číslo | Jezdec                  |
| ----- | ----------------------- |
| 31    | Alberto Contador (ESP)  |
| 32    | Koen de Kort (NED)      |
| 33    | John Degenkolb (GER)    |
| 34    | Fabio Felline (ITA)     |
| 35    | Michael Gogl (AUT)      |
| 36    | Markel Irizar (ESP)     |
| 37    | Bauke Mollema (NED)     |
| 38    | Jarlinson Pantano (COL) |
| 39    | Haimar Zubeldia (ESP)   |

| Číslo | Jezdec                     |
| ----- | -------------------------- |
| 41    | Richie Porte (AUS)         |
| 42    | Damiano Caruso (ITA)       |
| 43    | Alessandro De Marchi (ITA) |
| 44    | Stefan Küng (SUI)          |
| 45    | Amaël Moinard (FRA)        |
| 46    | Nicolas Roche (IRL)        |
| 47    | Michael Schär (SUI)        |
| 48    | Greg Van Avermaet (BEL)    |
| 49    | Danilo Wyss (SUI)          |

| Číslo | Jezdec                     |
| ----- | -------------------------- |
| 51    | Fabio Aru (ITA)            |
| 52    | Dario Cataldo (ITA)        |
| 53    | Jakob Fuglsang (DEN)       |
| 54    | Andriy Hrivko (UKR)        |
| 55    | Dmitriy Gruzdev (KAZ)      |
| 56    | Bakhtiyar Kozhatayev (KAZ) |
| 57    | Alexej Lucenko (KAZ)       |
| 58    | Michael Valgren (DEN)      |
| 59    | Andrey Zeits (KAZ)         |

| Číslo | Jezdec                     |
| ----- | -------------------------- |
| 61    | Louis Meintjes (RSA)       |
| 62    | Darwin Atapuma (COL)       |
| 63    | Matteo Bono (ITA)          |
| 64    | Kristijan Đurasek (CRO)    |
| 65    | Vegard Stake Laengen (NOR) |
| 66    | Marco Marcato (ITA)        |
| 67    | Manuele Mori (ITA)         |
| 68    | Ben Swift (GBR)            |
| 69    | Diego Ulissi (ITA)         |

| Číslo | Jezdec                    |
| ----- | ------------------------- |
| 71    | Arnaud Démare (FRA)       |
| 72    | Davide Cimolai (ITA)      |
| 73    | Mickaël Delage (FRA)      |
| 74    | Jacopo Guarnieri (ITA)    |
| 75    | Ignatas Konovalovas (LTU) |
| 76    | Olivier Le Gac (FRA)      |
| 77    | Rudy Molard (FRA)         |
| 78    | Thibaut Pinot (FRA)       |
| 79    | Arthur Vichot (FRA)       |

| Číslo | Jezdec                 |
| ----- | ---------------------- |
| 81    | Esteban Chaves (COL)   |
| 82    | Michael Albasini (SUI) |
| 83    | Luke Durbridge (AUS)   |
| 84    | Mathew Hayman (AUS)    |
| 85    | Damien Howson (AUS)    |
| 86    | Daryl Impey (RSA)      |
| 87    | Jens Keukeleire (BEL)  |
| 88    | Roman Kreuziger (CZE)  |
| 89    | Simon Yates (GBR)      |

| Číslo | Jezdec                            |
| ----- | --------------------------------- |
| 91    | Mark Cavendish (GBR)              |
| 92    | Edvald Boasson Hagen (NOR)        |
| 93    | Stephen Cummings (GBR)            |
| 94    | Bernhard Eisel (AUT)              |
| 95    | Reinardt Janse van Rensburg (RSA) |
| 96    | Serge Pauwels (BEL)               |
| 97    | Mark Renshaw (AUS)                |
| 98    | Scott Thwaites (GBR)              |
| 99    | Jaco Venter (RSA)                 |

| Číslo | Jezdec                   |
| ----- | ------------------------ |
| 101   | Marcel Kittel (GER)      |
| 102   | Jack Bauer (NZL)         |
| 103   | Gianluca Brambilla (ITA) |
| 104   | Philippe Gilbert (BEL)   |
| 105   | Dan Martin (IRL)         |
| 106   | Fabio Sabatini (ITA)     |
| 107   | Zdeněk Štybar (CZE)      |
| 108   | Matteo Trentin (ITA)     |
| 109   | Julien Vermote (BEL)     |

| Číslo | Jezdec                 |
| ----- | ---------------------- |
| 111   | Peter Sagan (SVK)      |
| 112   | Maciej Bodnar (POL)    |
| 113   | Emanuel Buchmann (GER) |
| 114   | Marcus Burghardt (GER) |
| 115   | Rafał Majka (POL)      |
| 116   | Jay McCarthy (AUS)     |
| 117   | Paweł Poljański (POL)  |
| 118   | Juraj Sagan (SVK)      |
| 119   | Rüdiger Selig (GER)    |

| Číslo | Jezdec                   |
| ----- | ------------------------ |
| 121   | Tony Martin (GER)        |
| 122   | Marco Haller (AUT)       |
| 123   | Reto Hollenstein (SUI)   |
| 124   | Robert Kišerlovski (CRO) |
| 125   | Alexander Kristoff (NOR) |
| 126   | Maurits Lammertink (NED) |
| 127   | Tiago Machado (POR)      |
| 128   | Nils Politt (GER)        |
| 129   | Rick Zabel (GER)         |

| Číslo | Jezdec                 |
| ----- | ---------------------- |
| 131   | André Greipel (GER)    |
| 132   | Lars Bak (DEN)         |
| 133   | Tiesj Benoot (BEL)     |
| 134   | Thomas De Gendt (BEL)  |
| 135   | Tony Gallopin (FRA)    |
| 136   | Adam Hansen (AUS)      |
| 137   | Jürgen Roelandts (BEL) |
| 138   | Marcel Sieberg (GER)   |
| 139   | Tim Wellens (BEL)      |

| Číslo | Jezdec                 |
| ----- | ---------------------- |
| 141   | Michael Matthews (AUS) |
| 142   | Nikias Arndt (GER)     |
| 143   | Warren Barguil (FRA)   |
| 144   | Roy Curvers (NED)      |
| 145   | Simon Geschke (GER)    |
| 146   | Ramon Sinkeldam (NED)  |
| 147   | Laurens ten Dam (NED)  |
| 148   | Mike Teunissen (NED)   |
| 149   | Albert Timmer (NED)    |

| Číslo | Jezdec                   |
| ----- | ------------------------ |
| 151   | Nacer Bouhanni (FRA)     |
| 152   | Dimitri Claeys (BEL)     |
| 153   | Nicolas Edet (FRA)       |
| 154   | Christophe Laporte (FRA) |
| 155   | Cyril Lemoine (FRA)      |
| 156   | Luis Ángel Maté (ESP)    |
| 157   | Daniel Navarro (ESP)     |
| 158   | Florian Sénéchal (FRA)   |
| 159   | Julien Simon (FRA)       |

| Číslo | Jezdec                  |
| ----- | ----------------------- |
| 161   | Robert Gesink (NED)     |
| 162   | George Bennett (NZL)    |
| 163   | Dylan Groenewegen (NED) |
| 164   | Tom Leezer (NED)        |
| 165   | Paul Martens (GER)      |
| 166   | Primož Roglič (SLO)     |
| 167   | Timo Roosen (NED)       |
| 168   | Jos van Emden (NED)     |
| 169   | Robert Wagner (GER)     |

| Číslo | Jezdec                 |
| ----- | ---------------------- |
| 171   | Thomas Voeckler (FRA)  |
| 172   | Thomas Boudat (FRA)    |
| 173   | Lilian Calmejane (FRA) |
| 174   | Sylvain Chavanel (FRA) |
| 175   | Yohann Gène (FRA)      |
| 176   | Adrien Petit (FRA)     |
| 177   | Perrig Quéméneur (FRA) |
| 178   | Romain Sicard (FRA)    |
| 179   | Angelo Tulik (FRA)     |

| Číslo | Jezdec                 |
| ----- | ---------------------- |
| 181   | Pierre Rolland (FRA)   |
| 182   | Alberto Bettiol (ITA)  |
| 183   | Patrick Bevin (NZL)    |
| 184   | Nathan Brown (USA)     |
| 185   | Simon Clarke (AUS)     |
| 186   | Taylor Phinney (USA)   |
| 187   | Andrew Talansky (USA)  |
| 188   | Rigoberto Urán (COL)   |
| 189   | Dylan van Baarle (NED) |

| Číslo | Jezdec                |
| ----- | --------------------- |
| 191   | Ion Izagirre (ESP)    |
| 192   | Yukiya Arashiro (JPN) |
| 193   | Grega Bole (SLO)      |
| 194   | Borut Božič (SLO)     |
| 195   | Janez Brajkovič (SLO) |
| 196   | Ondřej Cink (CZE)     |
| 197   | Sonny Colbrelli (ITA) |
| 198   | Tsgabu Grmay (ETH)    |
| 199   | Javier Moreno (ESP)   |

| Číslo | Jezdec                         |
| ----- | ------------------------------ |
| 201   | Guillaume Martin (FRA)         |
| 202   | Frederik Backaert (BEL)        |
| 203   | Thomas Degand (BEL)            |
| 204   | Marco Minnaard (NED)           |
| 205   | Yoann Offredo (FRA)            |
| 206   | Andrea Pasqualon (ITA)         |
| 207   | Dion Smith (NZL)               |
| 208   | Guillaume Van Keirsbulck (BEL) |
| 209   | Pieter Vanspeybrouck (BEL)     |

| Číslo | Jezdec                    |
| ----- | ------------------------- |
| 211   | Daniel McLay (GBR)        |
| 212   | Maxime Bouet (FRA)        |
| 213   | Brice Feillu (FRA)        |
| 214   | Élie Gesbert (FRA)        |
| 215   | Romain Hardy (FRA)        |
| 216   | Pierre-Luc Périchon (FRA) |
| 217   | Laurent Pichon (FRA)      |
| 218   | Eduardo Sepúlveda (ARG)   |
| 219   | Florian Vachon (FRA)      |